# 安哈尔特-克滕
安哈尔特-克滕（德語：Anhalt-Köthen）是神圣罗马帝国的一个親王國，由阿斯坎尼家族统治。其于1396年由安哈尔特-采尔布斯特划分而来（划为安哈尔特-克滕与安哈尔特-德绍）。1562年，安哈尔特-克滕由继承了安哈尔特-德绍的约阿希姆·恩斯特接管，后者于1570年将安哈尔特各地统一纳入安哈尔特亲王国。
1603年，安哈尔特亲王国一分为五，安哈尔特-克滕再次建立。1806年，安哈尔特-克滕升为公國。1847年11月23日，海因里希公爵去世，安哈尔特-克滕支系绝嗣，其领土于1853年5月22日并入安哈尔特-德绍。